# Liu Changqing
Liu Changqing (cinese tradizionale:劉長卿; cinese semplificato: 刘长卿; pinyin Liú Chángqīng; Wade-Giles: Liu Ch'ang Ch'ing; fl. VIII secolo) è stato un poeta cinese, vissuto al tempo della dinastia Tang.
Gli anni della sua vita vengono fatti oscillare fra il 710 e il 790.
Nacque nell'odierno Hubei, e nel 733 divenne jinshi.
Sappiamo che cadde in disgrazia, salvo poi essere riabilitato.
Il suo operato si aggira attorno alle 500 poesie, undici delle quali sono state inserite nell'antologia Trecento poesie Tang, redatta nel 1763 da Sun Zhu, all'epoca della dinastia Qing.